# Sélection de la ville hôte pour les Jeux olympiques de 2032
Le processus de sélection de la ville hôte des Jeux olympiques et paralympiques d'été de 2032 débute en 2019. En juin de cette année, un nouveau processus de candidature du Comité international olympique (CIO) est approuvé lors de la 134e session du CIO.
Plusieurs villes et régions se montrent candidates dans les années qui suivent, mais seule Brisbane, en Australie, est désignée par le CIO comme « hôte pressenti » le 24 février 2021. Quelques-mois plus tard, elle est seule en lice et se voit officiellement attribuer les Jeux le 21 juillet 2021 lors de la 138e session du Comité international olympique à Tokyo au Japon.

## Processus d'appel d'offres
Le nouveau processus de candidature du Comité international olympique (CIO) est approuvé lors de la 134e session du CIO le 24 juin 2019 à Lausanne. Les principales propositions sont les suivantes, :
- Établir un dialogue permanent et continu pour explorer et susciter l'intérêt parmi les villes, régions, pays, et les comités nationaux olympiques pour tout événement olympique ;
- Créer deux futures commissions hôtes (correspondant aux Jeux d'été et d'hiver) pour surveiller l'intérêt pour les futurs événements olympiques et faire rapport à la commission exécutive du CIO
- Donner plus d'influence à la session du CIO en faisant en sorte que des membres non exécutifs du conseil d'administration fassent partie des futures commissions d'accueil.

Le CIO modifie également la charte olympique pour accroître sa flexibilité en supprimant la date d'élection de 7 ans avant les Jeux et en permettant à plusieurs villes/régions/pays d'être hôtes simultanément là où une ville/région/pays uniquement devait être choisie auparavant.
Le changement dans le processus d'appel d'offres est critiqué par les membres de l'équipe d'appel d'offre allemande, ceux-ci la désignant comme « incompréhensible » et « non transparente ».

### Commission de futur hôte
La composition complète de la commission du futur hôte pour ces Jeux, supervisant les hôtes intéressés ou les hôtes potentiels pour lesquels le CIO voudra peut-être susciter l'intérêt, est la suivante :
| Membres du CIO (6) | Autres membres (4)                                                                                        |
| --- | --- |
| - Kristin Kloster Aasen (en) (présidente) - Dick Pound - Li Lingwei - Mikee Cojuangco-Jaworski - Luis Mejía Oviedo (en) - Filomena Fortes | - Sarah Walker (Athlètes) - Francesco Ricci Bitti (en) (ASOIF) - Paul Tergat (CNO) - Andrew Parsons (IPC) |

### Étapes du dialogue
Le nouveau système de candidature du CIO est divisé en deux étapes de dialogue :
- Dialogue continu : discussions sans engagement entre le CIO et les parties intéressées (ville/région/pays/Comité national olympique) en ce qui concerne l'organisation des futures manifestations olympiques ;
- Dialogue ciblé : discussions ciblées avec une ou plusieurs parties intéressées (appelées hôtes préférés), conformément aux instructions de la commission exécutive du CIO.

## Hôte préféré: Brisbane
L'hôte préféré participe à un dialogue ciblé avec le CIO et la commission de futur hôte. Il s'agit en l'occurence de la ville de Brisbane, designée comme candidate préférentielle le 24 février 2021. « La commission du futur hôte du CIO a recommandé au comité exécutif d’entamer un dialogue ciblé avec Brisbane et le comité olympique australien pour l’organisation des JO 2032. Le comité exécutif a accepté à l’unanimité cette recommandation », explique alors le président du CIO Thomas Bach.
Après le succès des Jeux du Commonwealth de 2018 à Gold Coast, dans le Queensland, le président du Comité olympique australien (AOC), John Dowling Coates, déclare qu'il soutient fermement une candidature du Queensland pour les Jeux olympiques et paralympiques d'été de 2032. À la suite de spéculations, une étude de faisabilité est également commandée par le Southeast Queensland Council of Mayors.
Une autre étude de faisabilité est commandée par le Conseil des maires du Queensland du Sud-Est en 2016 et examinée en 2019 par la société française Lagardère au sujet de l'éligibilité du Queensland du Sud-Est (SEQ) à être hôte des Jeux olympiques de 2032. Celle-ci conclut que la région est capable d'accueillir l'événement et que les infrastructures et les améliorations des transports déjà nécessaires fourniraient un rendement financier. Le rapport de faisabilité note que 80 % des sites nécessaires à une telle candidature existent déjà, et que d'autres devraient être construits avant 2032 en fonction des besoins de la communauté. Le document suggère que Brisbane serait l'hôte de 21 sites olympiques, la Gold Coast et la Sunshine Coast hébergeraient toutes deux 5 sites, les 7 sites restants devant être hébergés dans la région. Les maires du SEQ, y compris celui de Brisbane, Graham Quirk, mettent l'accent sur la nécessité de rendre les jeux rentables en réutilisant les installations existantes et en utilisant l'événement comme catalyseur pour les infrastructures et la création d'emplois,. Une différente étude de faisabilité publiée en février 2019 prévoit que 900 millions de dollars de fonds étatiques et fédéraux seraient nécessaires pour aider à accueillir les Jeux olympiques et paralympiques de 2032.
Le 1er juillet 2019, le Premier ministre Scott Morrison annonce que le gouvernement fédéral soutiendra officiellement la candidature olympique du Queensland, affirmant que le gouvernement « sera présent à chaque étape du processus ». Le 13 juillet, le Premier ministre avance 10 millions de dollars pour la candidature et nomme le député fédéral du Queensland Ted O'Brien pour aider à la candidature au nom du Commonwealth. La première ministre du Queensland, Annastacia Palaszczuk, annonce le 9 décembre 2019 que l'État soumettra une candidature officielle et régionale pour les Jeux olympiques de 2032 avec des dates proposées du 23 juillet au 8 août. Le 24 février 2021, Brisbane est choisie par le CIO comme hôte préférée pour accueillir les Jeux olympiques de 2032,,. Le 21 juillet suivant, la ville est officiellement désignée pour accueillir les Jeux olympiques. Seule candidate, elle est élue par la 138e session du CIO par « 72 oui et 5 non sur 77 votes valables ».

## Candidatures abandonnées
D'autres candidats se sont montrés intéressés pour les Jeux olympiques d'été de 2032 :

### Asie
- Séoul–Pyongyang, Corée

La Corée du Nord et la Corée du Sud annoncent qu'elles poursuivraient une candidature conjointe pour accueillir les Jeux olympiques de 2032 dans un communiqué publié le 19 septembre 2018, à la suite d'un sommet entre le dirigeant nord-coréen Kim Jong-un et le président sud-coréen Moon Jae-in,. Le coût initial proposé pour l'hébergement des jeux serait de 3,44 milliards de dollars. Cependant, l'Agence mondiale antidopage (AMA) constate que le programme de contrôle de la Corée du Nord n'est pas conforme au Code mondial antidopage, ce qui pourrait faire échouer cette  candidature,. La candidature est formellement confirmée en avril 2021,.
- Ahmedabad, Inde

En 2018, lors d'une réunion avec le président du CIO, Thomas Bach, le président de l'Association olympique indienne (AIO) Narinder Batra exprime l'intérêt de l'Inde à accueillir les Jeux olympiques d'été de 2032. Bach, en réponse, déclare que le pays a la capacité d'accueillir l'événement, mais lui conseille d'attendre le début de la procédure d'appel d'offres,,,. Rajeev Mehta, secrétaire général de l'AIO, déclare que la candidature indienne est très sérieuse et qu'une lettre de manifestation d'intérêt pour l'organisation des Jeux a déjà été envoyée au CIO. Le 30 décembre 2019, Rajeev Mehta déclare que l'AIO avait ratifié la décision lors de son assemblée générale annuelle de participer à l'événement et avait besoin du soutien du gouvernement indien. L'Inde accueillera également la 140e session du CIO en 2023 à Bombay.
En février 2020, un membre du CIO, John Coates, déclare que l'Inde avait abandonné sa candidature pour accueillir les Jeux olympiques et paralympiques de 2032 et se concentrerait pour postuler aux Jeux olympiques de la jeunesse d'été de 2026. Cependant, Batra nie les affirmations de Coates et déclare qu'il avait été mal cité et qu'ils étaient toujours intéressés pour les Jeux de 2032. En mai 2020, Batra déclare dans un communiqué que le pays intensifierait ses efforts pour postuler aux Jeux olympiques d'été de 2032 une fois que la pandémie de COVID-19 s'atténuera. En 2021, la construction d'un complexe sportif de près d'un kilomètre carré à Ahmedabad appelé « Sardar Patel Sports Enclave » est en construction, en vue d'éventuellement accueillir les Jeux olympiques. Le coût du complexe est de 630 millions de dollars.
- Jakarta, Indonésie

Le 1er septembre 2018, le président indonésien, Joko Widodo, annonce lors d'une réunion à Bogor avec les présidents du CIO et du Conseil olympique d'Asie que l'Indonésie se porterait candidate pour accueillir les Jeux olympiques de 2032 à la suite du succès majeur des Jeux asiatiques de 2018,. Le 19 février 2019, l'Indonésie officialise sa candidature aux Jeux olympiques de 2032 sous la forme de lettres du président Joko Widodo et du Comité olympique indonésien remises au CIO à Lausanne. En novembre 2020, le président charge les membres de son cabinet de préparer une feuille de route pour la candidature du pays à accueillir les Jeux olympiques et paralympiques d'été de 2032. Cette décision vise à démontrer le sérieux et l'engagement du gouvernement indonésien à amener les Jeux Olympiques d'été en Asie du Sud-Est pour la première fois.
- Doha, Qatar

Le Qatar annonce que Doha soumettrait sa candidature pour les Jeux de 2032. Ce seraient les premiers Jeux olympiques du monde arabe après que le Qatar ait déjà accueilli d'autres événements tels que les Jeux asiatiques de 2006 ou les Championnats du monde d'athlétisme 2019 et la Coupe du monde de football 2022,,.

### Europe
- Rhin-Ruhr, Allemagne (avec la voile à Kiel)

L'État allemand de Rhénanie-du-Nord-Westphalie révèle son intention d'accueillir les Jeux de 2032 dans 14 villes. Les villes répertoriées sont Düsseldorf, Dortmund, Cologne, Bonn, Aix-la-Chapelle, Duisbourg, Essen, Gelsenkirchen, Krefeld, Leverkusen, Mönchengladbach, Oberhausen et Recklinghausen. Plus de 90 % des sites requis sont déjà disponibles, dont 16 stades d'une capacité de plus de 30 000 places et 24 grandes salles de sport. C'est aussi la première fois qu'une candidature a lieu dans autant de villes. Trois de ces villes ont déjà accueilli la Coupe du monde de football 2006. Des événements de voile pourraient être organisés à Kiel, où le oui l'avait emporté lors d'un référendum sur la candidature 2024 au moment même où les citoyens de Hambourg l'avaient rejetée. Cependant, les seuls stades d'athlétisme appropriés se trouvent à Berlin et à Munich. Des suggestions d'agrandissements temporaires de stade existent pour pouvoir accueillir jusqu'à 50 000 spectateurs, qui seraient démantelés après les matchs ou réduits en capacité pour un usage domestique. La seule option envisageable est l'extension du stade 1. FC Cologne, le RheinEnergieStadion, de 49 996 à 73 000 places. Cela pourrait être accompli avec une plate-forme temporaire de couverture inférieure pouvant accueillir jusqu'à 40 000 personnes, similaire à Hampden Park aux Jeux du Commonwealth de 2014 à Glasgow. Le lieu probable pour les cérémonies est le stade de football Signal Iduna Park à Dortmund avec 66 000 sièges.
- Madrid, Espagne

Le 17 juin 2019, le maire nouvellement élu de Madrid, José Luis Martínez-Almeida, annonce qu'il étudierait une candidature pour les jeux de 2032. Cet événement correspondrait au 40e anniversaire des Jeux olympiques d'été de 1992 à Barcelone, au 50e anniversaire du premier événement sportif royal (la Coupe du monde de la FIFA 1982, que les deux villes ont accueillie) et, politiquement, au 220e anniversaire de la constitution espagnole de 1812. Madrid n'a cependant pas de sites pour les sports nautiques, le vélodrome ou l'athlétisme. Par conséquent, ces événements devraient peut-être être organisés en dehors de Madrid, bien que des compétitions sportives puissent être organisées dans l'Estadio Metropolitano avec une plate-forme d'athlétisme et 40 000 sièges au lieu des stades olympiques de Séville et de Barcelone.

## Offres potentielles

### Asie
- Chengdu–Chongqing, Chine

Le 27 novembre 2020, le Bureau provincial des sports du Sichuan confirme que Chengdu et Chongqing avaient l'intention de participer aux Jeux olympiques d'été de 2032. Chengdu a déjà accueilli la coupe du Monde Féminine de la FIFA 2007 et accueillera les Jeux mondiaux 2025.
- Shanghai (potentiellement avec Hangzhou), Chine

Les autorités de Shanghai confirment qu'elles avaient commandé une étude de faisabilité sur l'organisation des Jeux Olympiques de 2032, mais affirment qu'aucune décision n'a été prise sur le fait de lancer une candidature. Depuis que Pékin a accueilli les Jeux olympiques d'été de 2008, il y a eu de plus en plus de spéculations selon lesquelles Shanghai monterait une candidature pour devenir la deuxième ville chinoise à accueillir les Jeux. Elle pourrait également chercher à accueillir conjointement l'événement avec Hangzhou, dans la province du Zhejiang.
- Tokyo, Japon

Tokyo accueille pour la première fois les Jeux olympiques d'été en 1964 et est la ville hôte des Jeux olympiques d'été de 2020, reportés à juillet-août 2021 en raison de la pandémie de COVID-19. Si la pandémie avait forcé l'annulation de l'événement reprogrammé, les responsables de Tokyo auraient pu demander au CIO d'attribuer les Jeux 2032 à la ville à la suite des Jeux olympiques d'été de 2024 et des Jeux olympiques d'été de 2028 qui ont déjà été attribués respectivement à Paris et Los Angeles,.

### Europe
- Istanbul, Turquie

Le 8 juin 2020, le vice-président du Comité national olympique turc (TNOC) Hazan Arat déclare qu'Istanbul devrait être une ville candidate pour les Jeux olympiques d'été de 2032. Istanbul avait déjà été candidate pour les Jeux olympiques d'été de 2000, de 2008 et de 2020.
- Italie du Nord-Italie centrale

En septembre 2019, Dario Nardella et Virginio Merola, respectivement maires de Florence et de Bologne, expriment leur intérêt à se porter candidats pour les Jeux olympiques d'été de 2032. Le conseiller municipal pour le sport de Bologne, Matteo Lepore, décrit les Jeux Olympiques comme « un rêve auquel nous pouvons aspirer et réaliser ». Ni Bologne ni Florence n'avaient jamais présenté de candidature pour des Jeux olympiques d'été ou d'hiver, mais ont accueilli la Coupe du monde de football 1990. Les deux villes n'ont cependant pas de sites appropriés pour les Jeux olympiques, alors d'autres villes peuvent s'impliquer. La partie nord de l'Italie accueillera les Jeux olympiques d'hiver de 2026 à Milan et à Cortina d'Ampezzo.
- Rotterdam–Amsterdam, Pays-Bas

Le 3 février 2020, Gamesbids.com et diverses sources d'information néerlandaises déclarent que les Pays-Bas prévoyaient une candidature pour les Jeux d'été de 2032. La Belgique et le Luxembourg pourraient participer avec des lieux appropriés.
- Londres, Royaume-Uni (potentiellement avec Birmingham, Manchester, Liverpool, Weymouth et Portland)

En février 2019, le maire de Londres Sadiq Khan et UK Sport expriment leur intérêt à participer aux Jeux olympiques de 2032 ou 2036. Le maire fait remarquer que 2032 « n'est pas hors de question » mais 2036 serait plus probable. Londres a déjà accueilli les Jeux olympiques d'été en 1908, 1948 et 2012 et a remporté toutes les candidatures soumises,.
- Budapest, Hongrie

Le 27 janvier 2021, le Comité olympique hongrois annonce qu'il explorerait la possibilité que Budapest soumette sa candidature pour accueillir les Jeux Olympiques en 2032. Le Premier ministre hongrois Viktor Orbán déclare qu'il « aimerait vivre pour voir la Hongrie accueillir les Jeux olympiques ». Le comité Budapest 2032 sera dirigé par Attila Szalay-Berzeviczy, ancien président de la Bourse de Budapest. La Hongrie n'a jamais accueilli les Jeux olympiques auparavant, mais a candidaté sans succès à plusieurs reprises pour 1916, 1920, 1936, 1944, 1960 et plus récemment 2024. La Hongrie a également remporté le plus grand nombre de médailles olympiques pour une nation n'ayant jamais accueilli l'événement.
- Salla, Finlande

En janvier 2021, le maire de Salla, Erkki Parkkinen, lance une candidature pour accueillir les Jeux Olympiques de 2032 afin de sensibiliser au réchauffement climatique. Bien qu'il s'agisse d'une petite ville du cercle polaire arctique, la candidature est faite pour envoyer un message sérieux au monde sur la menace que représente la crise climatique et sur l'importance d'agir rapidement. Parkkinen note que 2032 était un tournant important pour le changement climatique, affirmant que s'il n'était pas maîtrisé d'ici cette date, il serait alors trop tard.

### Amérique du Nord
- Montréal–Toronto, Canada

Le 3 février 2021, le Journal de Montréal rapporte que le Comité olympique canadien explore la possibilité d'une candidature conjointe Montréal-Toronto pour les Jeux olympiques d'été de 2032 ou 2036. Les sites potentiels comprennent ceux utilisés pour les Jeux olympiques d'été de 1976 à Montréal et les Jeux panaméricains de 2015 à Toronto.

## Candidatures annulées ou rejetées

### Asie
- Delhi, Inde

En 2018, le président de l'Association olympique indienne, Narendra Dhruv Batra, exprime son intérêt à participer aux Jeux. Le ministère indien des Sports annonce en mai 2020 que le complexe sportif Jawaharlal Nehru à Delhi serait réaménagé au coût de 1,08 milliard de dollars, ce qui pourrait permettre d'accueillir les Jeux olympiques à l'avenir. Le 9 mars 2021, le ministre en chef de Delhi, Arvind Kejriwal, annonce que son parti se concentrerait sur les Jeux de 2048.
- Singapour et Kuala Lumpur, Malaisie

Singapour et la Malaisie déclarent la volonté de réaliser une candidature conjointe pour les Jeux olympiques d'été de 2032 à partir de 2014. Cependant, en 2018, le président d'honneur du Conseil olympique de Malaisie (OCM), Tunku Imran, annonce le retrait de l'offre conjointe en raison de la suspension du projet de train à grande vitesse Kuala Lumpur-Singapour qui devrait s'achever en 2026 en raison de mesures d'austérité pris par le gouvernement à l'époque. Singapour a déjà accueilli les Jeux olympiques de la jeunesse d'été de 2010,.

### Europe
- Saint-Pétersbourg, Kazan et Sotchi, Russie

En 2018, le gouverneur Georgy Poltavchenko déclare que Saint-Pétersbourg pourrait postuler pour les Jeux olympiques d'été en 2032 ou 2036. Les trois villes figuraient parmi les 12 à accueillir la Coupe du monde de football 2018. Cependant, les accusations de dopage parrainé par l'État Russe sont préoccupantes. En effet, la Russie est impliquée dans une enquête antidopage pour avoir menti aux inspecteurs de l'AMA en janvier 2019, et la World Athletics interdit aux athlètes russes de concourir sous leur bannière, faisant pression sur le CIO pour qu'il fasse de même dans les épreuves olympiques. Le 26 novembre 2019, l'AMA demande au CIO de rejeter la candidature en tant que sanction pour les manipulations d'échantillons de dopage effectuées en janvier. Le 9 décembre, l'AMA interdit à la Russie de participer à des événements internationaux dans le cadre de sa sanction pour dopage parrainé par l'État, ce qui signifie que la candidature est rejetée par le CIO,.